# عمالة المضيق الفنيدق
عمالة المضيق الفنيدق هي أحد الأقاليم الإدارية المغربية. تقع عمالة المضيق الفنيدق شمال المملكة المغربية  ويحدها اقليم تطوان جنوبا و اقليم الفحص انجرة غربا وهي تنتمي لجهة طنجة تطوان الحسيمة. عدد السكان = 135,292

## التقسيم الإداري
تتكون عمالة المضيق الفنيدق من 3 جماعات حضرية وجماعتين قرويتين.
| المقاطعة | النوع       | السكان (2 سبتمبر 1994) | السكان (2 سبتمبر 2004) | السكان (2 سبتمبر 2014) |
| -------- | ----------- | ---------------------- | ---------------------- | ---------------------- |
| المضيق   | جماعة حضرية | 21,093                 | 36,596                 | 56,277                 |
| الفنيدق  | جماعة حضرية | 34,486                 | 53,559                 | 77,436                 |
| مارتيل   | جماعة حضرية | 23,143                 | 39,011                 | 64,355                 |
| عليين    | جماعة قروية | 5,654                  | 6.126                  | 6.583                  |
| بليونش   | جماعة قروية | ؟؟؟                    | ؟؟؟                    | 5.296                  |